# Eleições legislativas na Sérvia em 2014
As eleições legislativas na Sérvia de 2014 foram realizadas a 16 de Março e, serviram para eleger os 250 deputados para o Parlamento sérvio.
Estas eleições foram antecipadas por decisão do Partido Progressista Sérvio, após romper a coligação de governo com o Partido Socialista da Sérvia. Os progressistas, depois de algumas tensões com os socialistas durante o período de governo e, aproveitando os altos níveis de popularidade, decidiram romper com a coligação e, assim, provocar eleições antecipadas.
Os resultados eleitorais deram uma enorme vitória ao Partido Progressista Sérvio que obteve 48,4% dos votos e 158 deputados, e, assim, conquistou a maioria absoluta parlamentar, algo inédito desde da queda de Milosevic em 2000. 
Importante destacar o segundo lugar obtido pelo Partido Socialista da Sérvia, que, apesar da perda de votos, conquistou 13,5% dos votos.
Os restantes partidos obtiveram resultados marginais, com especial destaque, para o Partido Democrático, que se ficou pelos 6,0% dos votos, o pior resultado de sempre dos democratas.
Após as eleições, o governo de coligação entre progressistas e socialistas foi renovado, mas, ao contrário de 2012, o primeiro-ministro sérvio será Aleksandar Vučić dos progressistas.

## Resultados oficiais
| Partido                 | Partido                                 | Votos     | %    | +/-  | Deputados | +/-  |
| ----------------------- | --------------------------------------- | --------- | ---- | ---- | --------- | ---- |
|                         | Partido Progressista Sérvio + Aliados   | 1 736 920 | 48,4 | 24,3 | 158 / 250 | 85   |
|                         | Partido Socialista da Sérvia + Aliados  | 484 607   | 13,5 | 1,0  | 44 / 250  | =    |
|                         | Partido Democrático + Aliados           | 216 634   | 6,0  | 16,1 | 19 / 250  | 48   |
|                         | Novo Partido Democrático + Aliados      | 204 767   | 5,7  | Novo | 18 / 250  | Novo |
|                         | Partido Democrático da Sérvia           | 152 436   | 4,2  | 2,8  | 0 / 250   | 21   |
|                         | Dveri                                   | 128 458   | 3,6  | 0,7  | 0 / 250   | =    |
|                         | Partido Liberal Democrata + Aliados     | 120 879   | 3,4  | 3,1  | 0 / 250   | 19   |
|                         | Regiões Unidas da Sérvia                | 109 167   | 3,0  | 2,5  | 0 / 250   | 16   |
|                         | Aliança dos Húngaros de Vojvodina       | 75 294    | 2,1  | -    | 6 / 250   | -    |
|                         | Movimento Já Chega                      | 74 973    | 2,1  | Novo | 0 / 250   | Novo |
|                         | Partido Radical Sérvio + Aliados        | 72 303    | 2,0  | 2,6  | 0 / 250   | =    |
|                         | Partido da Acção Democrática de Sandžak | 35 157    | 1,0  | -    | 3 / 250   | -    |
|                         | Partido pela Acção Democrática          | 24 301    | 0,7  | -    | 2 / 250   | -    |
|                         | Outros                                  | 40 820    | 1,2  |      | 0 / 250   |      |
| Votos Inválidos         | Votos Inválidos                         | 115 659   | 3,2  | 1,2  |           |      |
| Total                   | Total                                   | 3 592 375 | 100  |      | 250       |      |
| Eleitorado/Participação | Eleitorado/Participação                 | 6 765 998 | 53,1 | 4,7  |           |      |